# ChinaJoy
ChinaJoy，正式名称中国国际数码互动娱乐展览会，是继E3电子娱乐展、东京电玩展、科隆国际游戏展、台北國際電玩展之后的又一同类型互动娱乐展，尤以网络游戏为主。展会2004年第一届在北京展览馆举行，从第二届起每年在上海新国际博览中心举行。每届有中外游戏厂商参与，各自发布最新游戏及娱乐产品，发放其测试帐号，赠送游戏周边产品，另有Cosplay表演、互动游戏等。

## 历届展会

### 第一届
2002年11月5日ChianJoy发布公告称首届展会定于2003年7月11日-13日，在北京中国国际科技会展中心举行，后因需要扩大规模，决定将展会迁至北京展览馆，时间更改为7月25-27日，又受SARS疾病影响，展会举办延至2004年1月16-18日。本次展会共有100多家中外厂商媒体参展，公众开放期间进馆人数58244人。
展会平面示意图：
- https://games.qq.com/images/focus/2004/01/16/images/a1.jpg （页面存档备份，存于）
- https://web.archive.org/web/20030518130032/http://www.howellexpo.com/chinajoy/html/bjzlgcn.htm
- https://web.archive.org/web/20040109041829/http://www.howellexpo.com/chinajoy/html/bjzlg1.htm

观众门票价格：20元，在线预定15元。展位价格：标准展位（3米x3米）应届16600元，历届15000元；光地（最少36平方米）应届1660元/平方米，历届1500元/平方米。
本届展会主要参展游戏有：
- 网易游戏《大话西游Online_II》
- 新浪乐谷《天堂2》
- 光通代理《传奇3》
- 盛大《传奇世界》和《神迹》
- 索尼游戏《实况足球7》
- 腾讯《凯旋》
- 华义的《铁血三国志》

### 第二届
2004年10月5日至7日，在上海新国际博览中心举行。参展厂商总数140家，国内展商126家，国际展商14家；参展游戏167款，国内展品58款，国际展品109款，观众数量约7万。
本届展会有暴雪《魔兽世界》等游戏参展，参展的国外游戏厂商有索尼、育碧、暴雪、唯美德、EA，以及韩国游戏产业开发院带领的20家韩国公司，韩国大丘数字产业开发院带领的7家韩国公司等等。而国内游戏则有《仙剑奇侠传》、网易《梦幻西游》等等参展。
本届展会中，Cosplay比赛在第一届的基础上扩大了规模，并吸纳社会团体的表演，吸引了22家游戏厂商参与了比赛。

### 第三届
2005年7月20日至23日，在上海新国际博览中心举行。本届展会展位面积25000平米，参展游戏厂商总数156家，国内展商137家，国际展商19家；参展游戏289款，国内展品97款，国际展品192款，观众数量约8万。参展的国外游戏公司有美国EA公司、英特尔公司；日本索尼公司、世嘉公司、光荣公司、法国育碧公司、俄罗斯斯布卡公司。国内厂商则有盛大、网易、第九城市等。
本届展会的Cosplay嘉年华第一次召开全国海选。

### 第四届

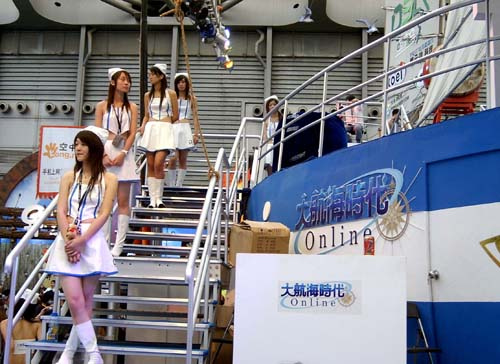
2006年第四届ChinaJoy上，大航海时代展台

2006年7月28日至30日，在上海新国际博览中心举行。本届游戏展参展厂商总数增加到161家，其中国内展商138家，国际展商23家； 参展游戏共338款，国内展品138款，国际展品200款；观众134738人。
- 本届展会中《奇迹世界》、《卓越之剑》、《一骑当千》、《莎木OL》、《苍天》、《激战》等提供试玩，《剑网3》、《 新大话II》首次曝光，《暗黑之门》正式名公布、《天下贰》发放内测号。
- PS3正式亮相。
- 这一届是国际知名游戏公司参展最多的一届，有索尼，世嘉，KONAMI，Square Enix，EA，Ubisoft，光荣等游戏公司。[19]

### 第五届
2007年7月12日至15日，在上海新国际博览中心举行。本届游戏展参展厂商总数163家，国内展商139家，国际展商24家；参展游戏345款，国内展品151款， 国际展品194款。观众数量约10万。
本届参展的游戏有EA出品的《EA SPORTS TM FIFA Online》、《命令与征服3 泰伯利亚之战》和《模拟人生 生活物语》；网禅的《一骑当千》；世纪天成代理Ndoors的《Koongpa》，以及《魔兽世界：燃烧的远征》中文版试玩。还有《仙剑OL》、《战锤》、《DOA online》、《FIFA Online 2》等。

### 第六届
2008年7月17日至19日，在上海新国际博览中心举行。本届展会面积达到了4万平方米，来自中国、美国、日本、法国、加拿大、澳大利亚等国内外的169家游戏企业参展，其中国内厂商142家，国际厂商27家。展品总数354款，国内展品207款，国际展品147款（这也是首次国内展品数超过国外）。参展产品涵盖了网络游戏、PC游戏、电视游戏、手机游戏、街机游戏、掌机游戏等各类游戏产品，以及电信增值服务、 数码消费类电子、游戏周边和动漫等。
本届参展厂商有盛大、 网易、第九城市、巨人、久游网、完美时空、腾讯、金山、世纪天成、联众等知名企业，以及法国育碧公司、日本索尼公司、加拿大Savannah公司等。
中华人民共和国新闻出版总署副署长邬书林在本届Chinajoy高峰论坛上公开批评部分网游对青少年不良影响，同时不点名指责一些企业恶性竞争。这是新闻出版总署作为展会主办单位以来首次批评游戏厂商。

### 第七届
2009年7月23日至26日，在上海新国际博览中心举行。本届Chinajoy参展厂商总数192家，国内展商158家，国际展商34家；参展游 戏367款，国内展品225款，国际展品142款，观众数量约13万。
本次展览会期间举办了中国国际数码互动娱乐产业高峰论坛、中国数码互动娱乐产业投资发展论坛、中国移动娱乐发展论坛、中国休闲游戏发展论坛、Chinajoy游戏动漫角色扮演嘉年华、“张江杯”-Chinajoy电子竞技大赛、MissChinajoy青春风采大赛等。

### 第八届
2010年7月29日至8月1日，在上海新国际博览中心举行。本届展出面积达到5万平方米，展商总数达到195家，国内展商160家，国际展商35家，其中新企业超过30%；共展出展品407款，国内展品287款，国际展品129款，参观观众约14万人，其中约有2万为专业观众。本次展会以“与世博同行，共创美好生活”为主题。
- 本届展会中，新浪微博首次以展台方式向外界亮相。
- 中国移动游戏基地联合盛大旗下华友世纪共同举行《龙之谷之天空战记》新游首发活动。[23]

### 第九届
2011年7月28日至7月31日，在上海新国际博览中心举行。场馆展出面积达到60000平米，参展厂商总数283家，国内展商204家，国际展商79家；参展游戏482款，国内展品307款，国际展品175款，观众数量约15万。
本届参展游戏有九城的《火瀑》，暴雪的《魔兽世界》、《星际争霸2》，俄罗斯网游《黑金》、《巫师之怒》，日本网游《最终幻想14》，《七龙珠OL》及网龙与EA一同开发的《地下城守护者OL》等等。

### 第十届
2012年7月26日至7月29日，在上海新国际博览中心举行。中、美、日、德、韩等20余个国家和地区的300多家互联网娱乐产业相关企业参展，展出面积约为7万平方米。索尼、EA、暴雪、英特尔、AMD、nVIDIA、Crytek等厂商参与。

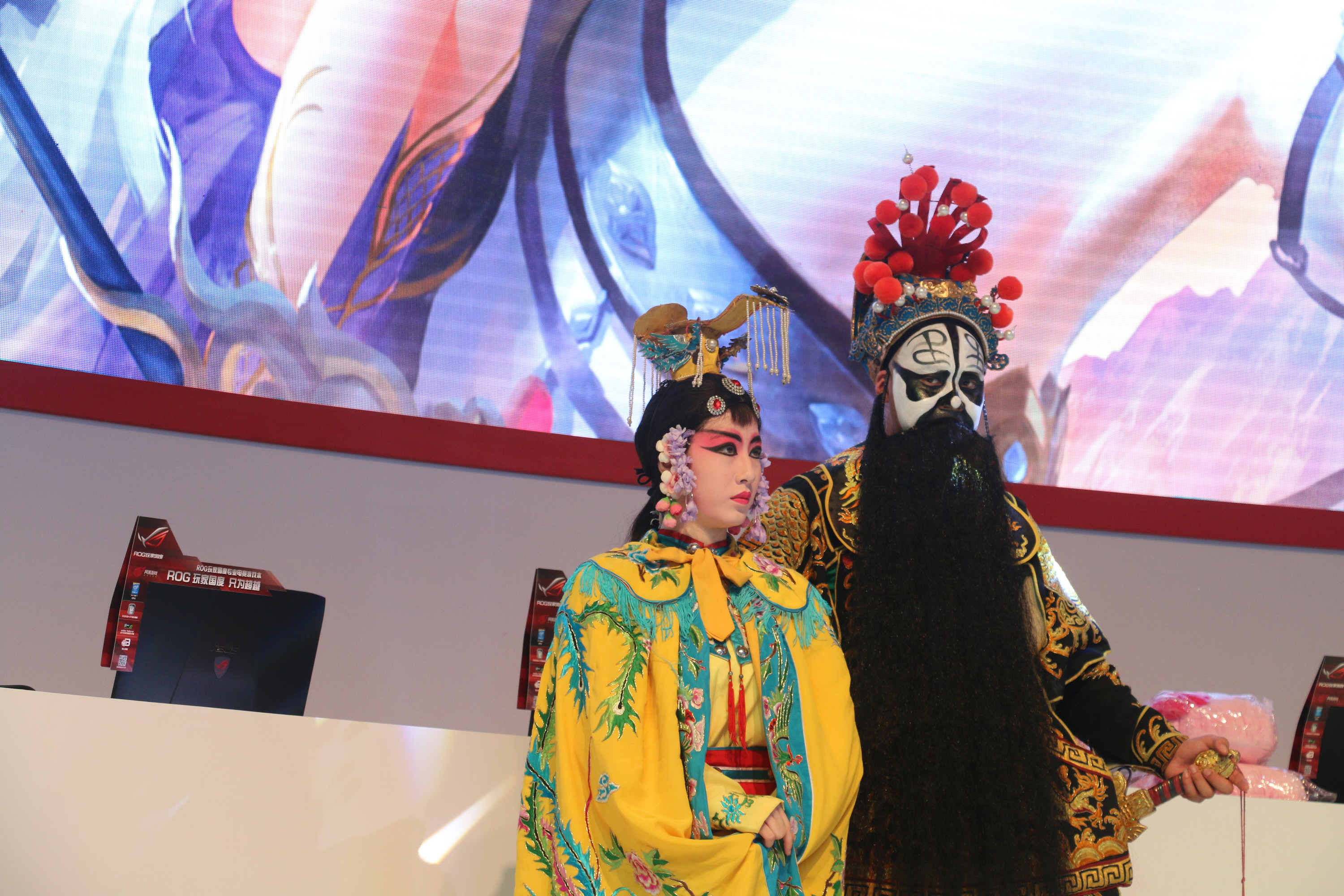
平劇演出

### 第十一届
2013年7月25日至7月28日，在上海新国际博览中心举行。

### 第十二届
2014年7月31日至8月3日，在上海新国际博览中心举行。

### 第十三届

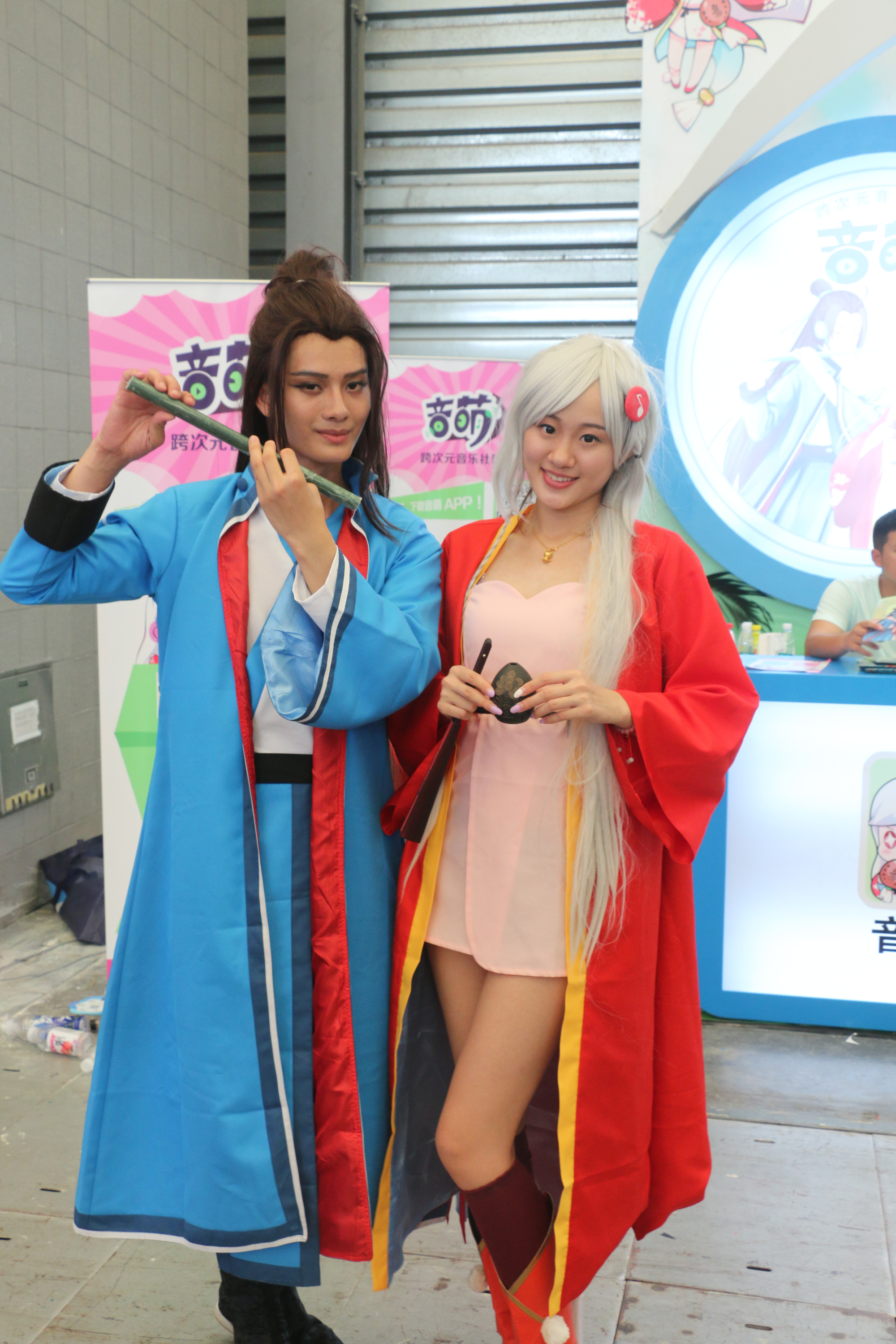
2015年的會場扮演劍俠奇緣

2015年7月30日至8月2日，在上海新国际博览中心举行。

### 第十四届
2016年7月28日至7月31日，在上海新国际博览中心举行。

### 第十五届

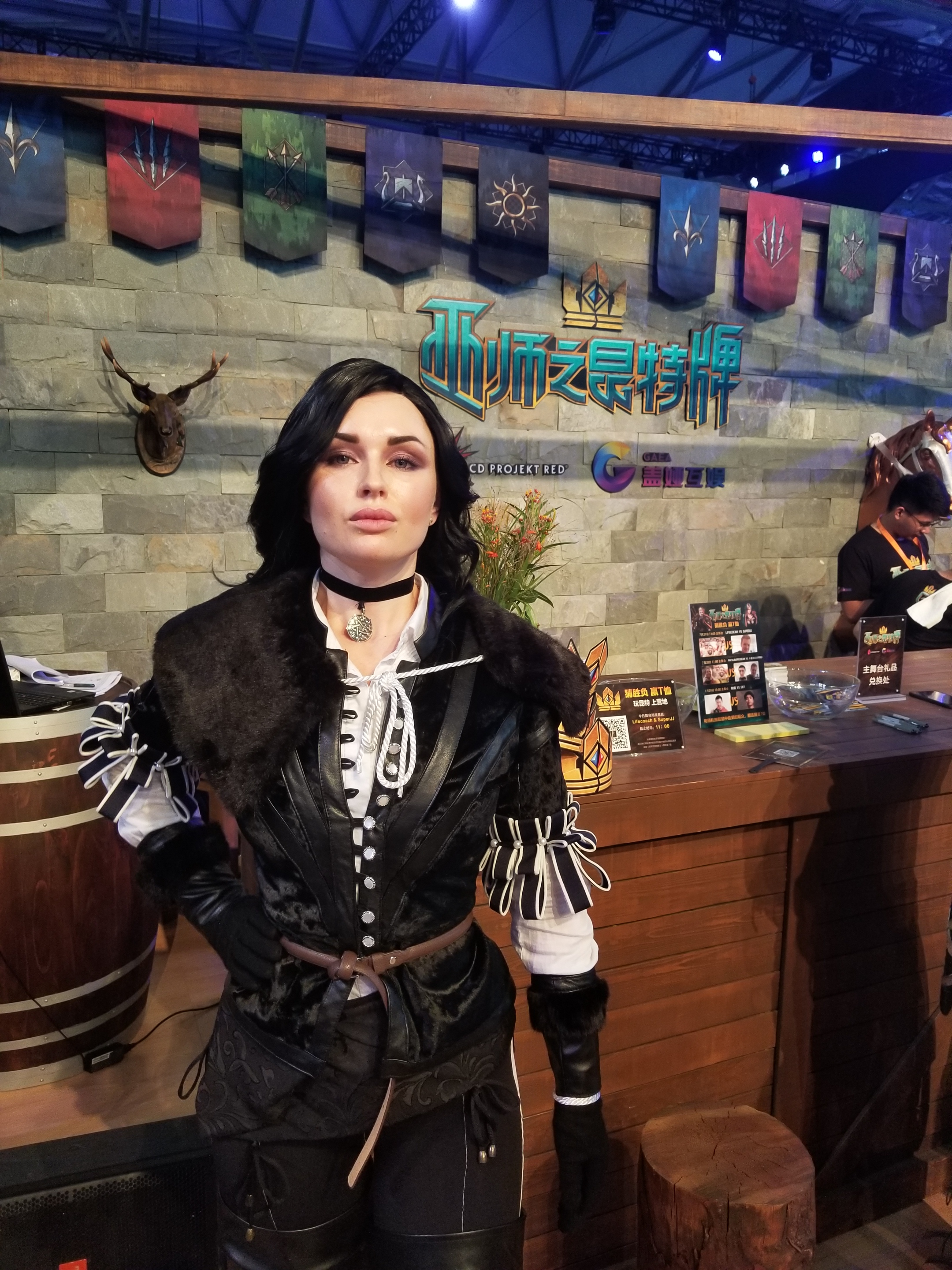
2017年巫師之怒会展台

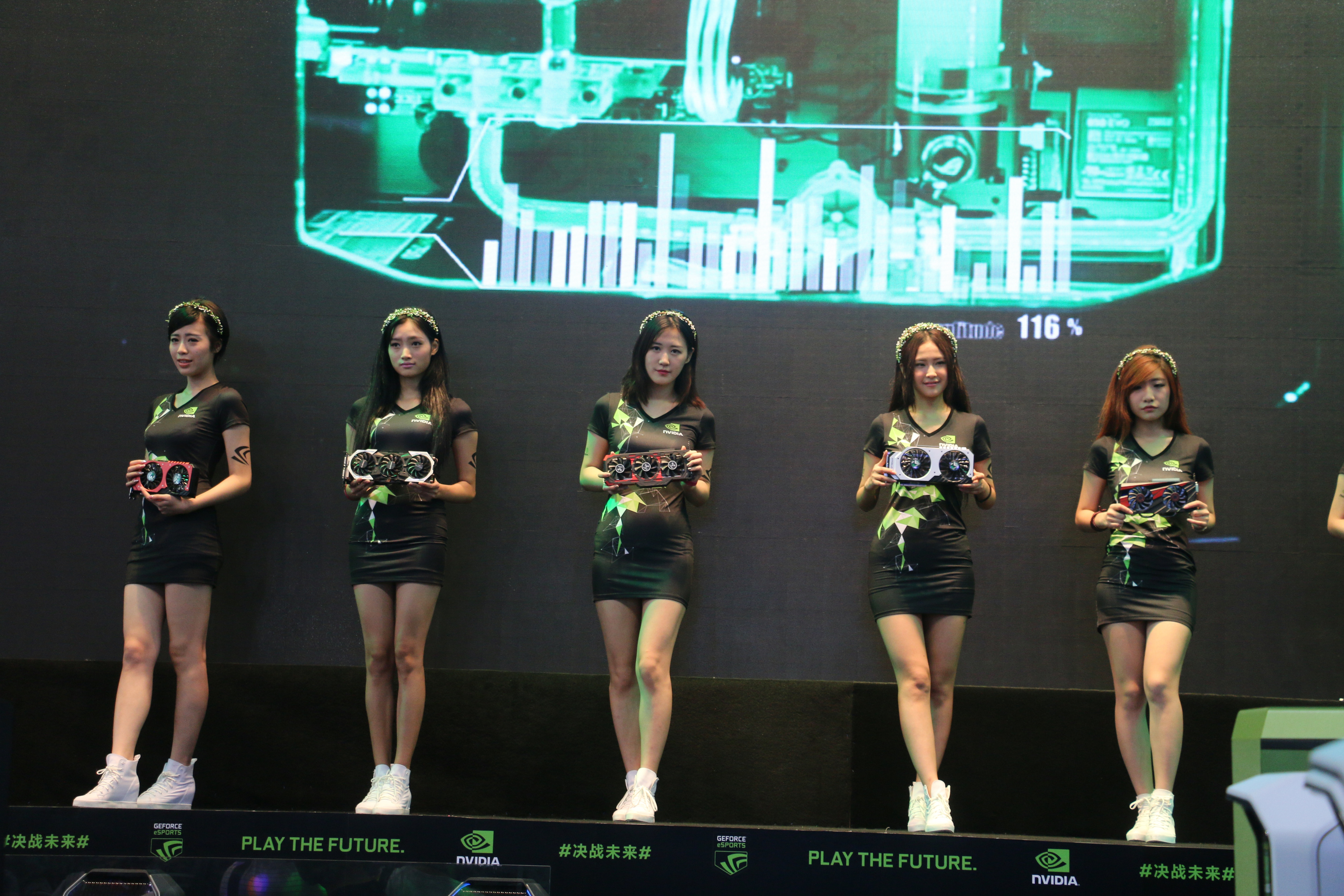
遊戲顯卡展台

2017年7月27日至7月30日，在上海新国际博览中心举行。

### 第十六届

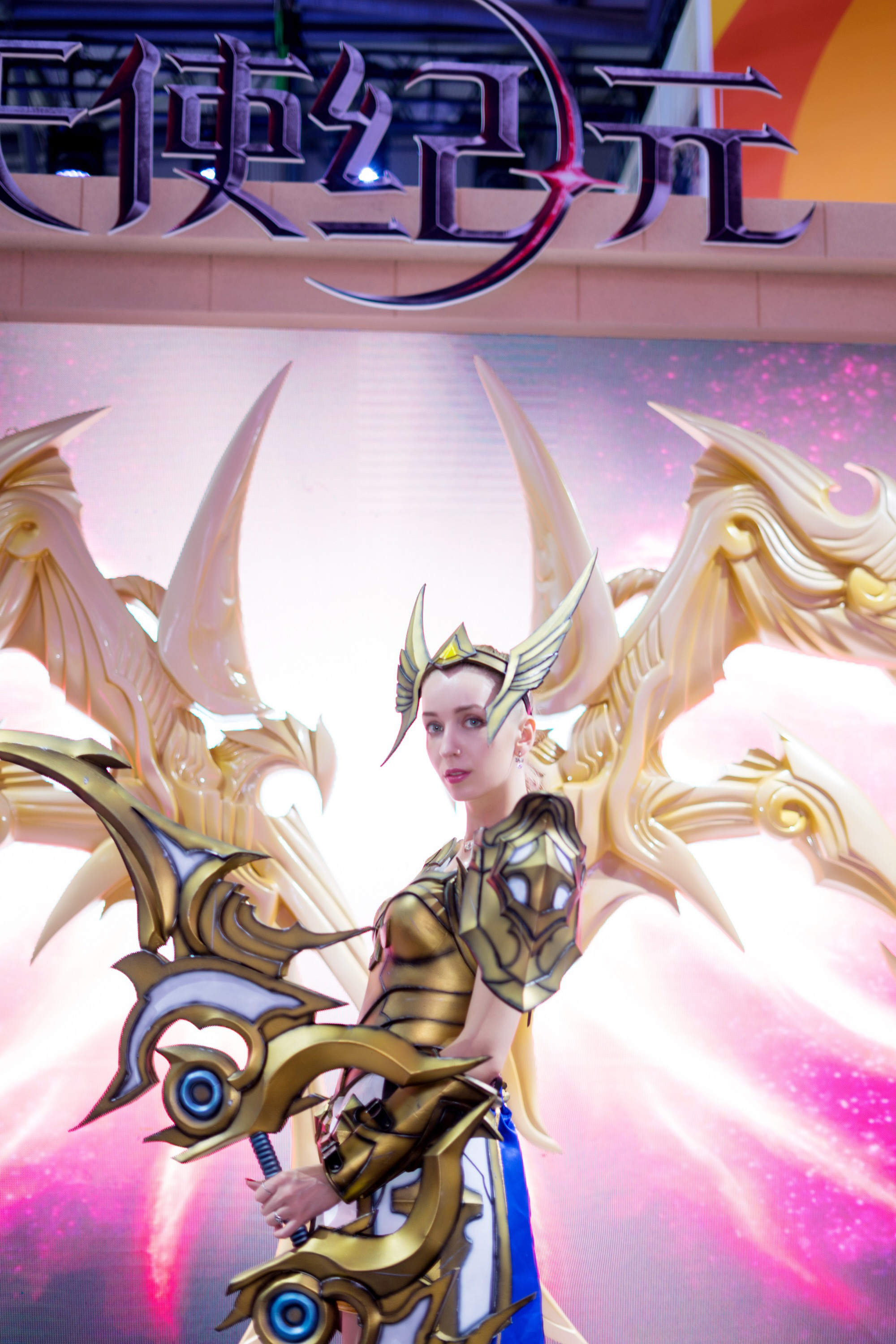
2018年天使紀元攤位

2018年8月3日至8月6日，在上海新国际博览中心举行。

### 第十七届
2019年8月2日至8月5日，在上海新国际博览中心举行。

### 第十八届
2020年7月31日至8月3日，在上海新国际博览中心举行。

### 第十九届
2021年7月30日至8月2日，在上海新国际博览中心举行。因应境内疫情变化，所有入场人员须在上海地区完成核酸检测，同时取消所有现场演出、赛事等舞台活动；取消场内场外礼品、纪念品发放等。

### 第二十届
2023年7月28日至7月31日，第二十届中国国际数码互动娱乐展览会在上海新国际博览中心举办。

### 第二十一届
2024年7月26日至7月29日，第二十一届中国国际数码互动娱乐展览会在上海新国际博览中心举办，當年口號為：初心「遊」在，精彩無限！（Stay Ture, Game On.）

### 第二十二屆
2025年8月1日至8月4日，第二十二届中国国际数码互动娱乐展览会在上海新国际博览中心举办。

## 产业高峰论坛
另有中国数码娱乐投资发展分论坛、中国移动娱乐产业发展分论坛、中国休闲游戏发展分论坛等分论坛，从第七届展会开始举办。

## Cosplay嘉年华
是每届ChinaJoy的配套活动，与ChinaJoy同期同地举行。
第一届时仅有游戏厂商参加，第二届开始吸纳社会团体参加，此后以社会团体表演为主。第三届时第一次召开全国海选。

## 组织机构

### 主办单位
| - 北京汉威信恒展览有限公司 | - 中国出版工作者协会游戏出版物工作委员会 | - 中华人民共和国商务部外贸发展局 | - 上海市新闻出版局 |

### 指导单位
| - 中华人民共和国新闻出版总署 - 中华人民共和国国家互联网信息办公室 - 中华人民共和国教育部 - 上海市人民政府 | - 中华人民共和国科学技术部 - 中华人民共和国工业和信息化部 - 中华人民共和国商务部 | - 国家新闻出版广电总局 - 中华人民共和国国家版权局 - 中华人民共和国国家体育总局 | - 中国共产主义青年团中央委员会 - 中国关心下一代工作委员会 - 中国国际贸易促进委员会 |

### 协办单位
- 上海市浦东新区人民政府
- 长城会[1]

## 争议
2015年5月，有媒体爆出2015年的ChinaJoy展会上的模特将实行最严标准。其中女模露胸超2厘米，罚款5000元人民币；低腰下装低于脐下2厘米（露出胯骨）或短裙下摆高于臀下线，罚款5000元；女模服装过露过透看得见内衣，只穿比基尼及类似内衣的服装或不穿内衣的，罚款5000元；男模裸露上身、仅穿内裤及类似服装、裤腰低于胯骨露出人鱼线，罚款5000元等等。不过此举引发了一些争议。